# Ljus måraskinnbagge
Ljus måraskinnbagge (Polymerus vulneratus) är en insektsart som först beskrevs av Wolff 1801.  Ljus måraskinnbagge ingår i släktet Polymerus och familjen ängsskinnbaggar. Enligt den finländska rödlistan är arten nära hotad i Finland. Arten är reproducerande i Sverige. Artens livsmiljö är torra gräsmarker. Inga underarter finns listade i Catalogue of Life.